# Mulateiro
|  | Dieser Artikel wurde aufgrund von formalen oder inhaltlichen Mängeln in der Qualitätssicherung Biologie zur Verbesserung eingetragen. Dies geschieht, um die Qualität der Biologie-Artikel auf ein akzeptables Niveau zu bringen. Bitte hilf mit, diesen Artikel zu verbessern! Artikel, die nicht signifikant verbessert werden, können gegebenenfalls gelöscht werden. Lies dazu auch die näheren Informationen in den Mindestanforderungen an Biologie-Artikel. |

Der Mulateiro oder Pau-Mulato (Calycophyllum spruceanum) ist ein Baum aus der Gattung Calycophyllum innerhalb der Familie der Rötegewächse (Rubiaceae). Die Art kommt im Amazonasbecken vor und ist in Brasilien, Peru, Bolivien und Ecuador beheimatet.
Calycophyllum spruceanum darf nicht verwechselt werden mit der monotypischen Art Capirona decorticans, ebenfalls ein Rötegewächs, die ebenfalls eine ähnliche, sich jährlich abschälende Rinde aufweist.
Als Mulateiro wird auch Calycophyllum megistocaulum bezeichnet, der ebenfalls eine ähnliche abschälende Rinde und weiße Blüten aufweist.
Die Arten Calycophyllum spruceanum, Calycophyllum megistocaulum und Capirona decorticans werden auch als Capirona bezeichnet.

## Beschreibung
Der Mulateiro ist immergrün und erreicht eine Höhe von etwa 30 Metern sowie einen Stammdurchmesser von 70 cm oder mehr. Es werden oft kleinere Brettwurzeln ausgebildet.
Die eiförmigen bis elliptischen, gestielten Laubblätter sind gegenständig und 9–17 cm lang und 6–7 cm breit. Die Blätter sind zugespitzt bis spitz und ganzrandig, die Nervatur ist gefiedert.
Die Blütenstände sind endständige Zymen. Von Juni bis Juli produziert der Baum kleine zwittrige, weiße, aromatische Blüten. Die 5–6(8) Kronblätter sind zu einer länglichen Röhre mit ausgebreiteten und zurückgelegten Lappen verwachsen. Der grünliche, becherförmige und feinhaarige Kelch besitzt kleine, schmale und spitze Zähnchen. Die Antheren der hervorgestreckten und antipetalen Staubblätter sind rötlich, die Staubfäden sind weißlich. Der Fruchtknoten ist unterständig mit einem langen Griffel, mit zwei hellgelblichen, hakig eingerollten Narbenästen.
Es werden kleine, ellipsoide Kapselfrüchte mit angepressten Haaren gebildet, die zahlreiche dunkelbraune Samen enthalten, deren Tausendkornmasse nur 0,11 bis 0,16 Gramm beträgt.
Der Baum besitzt die Fähigkeit, seine Rinde einmal im Jahr vollständig abzuwerfen. Sie ist sehr glatt und ändert über das gesamte Jahr mit zunehmender Reife die Farbe. Im Frühjahr schimmert sie grün und ändert sich bis zum Spätherbst zu einem Braunton. Das recht schwere Holz des Baumes ist moderat beständig und recht hochwertig. Mulateiro verbreitet sich bevorzugt in der Nähe von Wasser oder in Regionen mit regelmäßiger Überschwemmung.

## Inhaltsstoffe
Die Rinde des Mulateiro enthält die höchste Dichte an Tanninen, die bis zum heutigen Zeitpunkt ermittelt wurden. Durch diesen hohen Gehalt, besitzt der Extrakt eine spürbar adstringierende Wirkung. Kürzlich, wurde der Gehalt der verschiedenen Inhaltsstoffe ermittelt. Dabei wurde festgestellt, dass Mulateiro den wahrscheinlich höchsten Gehalt an Phenolen und organischen Säuren enthalten könnte. Diese Inhaltsstoffe zeigten eine starke antibakterielle, antimykotische und insektizide Aktivität. Die isolierten Phenole wiederum, scheinen eine starke antioxidative Wirkung zu besitzen, welche die Erklärung für die traditionelle Verwendung zur Reduzierung von Alterungsprozessen erklären könnte.

## Forschung
Zum aktuellen Zeitpunkt wurden lediglich zwei Studien über den Mulateiro Extrakt veröffentlicht. Im Jahr 2001 konnten Forscher nachweisen, dass ein Alkohol Extrakt (Ethanol) In vitro eine starke antimykotische Aktivität gegen elf verschiedene Hautpilze und Hefen besitzt. Im Jahr 2003 berichteten die Forscher über die Entdeckung von mehreren neuartigen sekundären Pflanzenstoffen, so genannte seco-Iridoiden. Sie dokumentierten, dass drei dieser Chemikalien gegen verschiedene Parasiten aktiv waren. Insbesondere gegen den einzelligen Parasit Trypanosoma cruzi, welcher die sogenannte Chagas-Krankheit verursacht. Bisher gibt es keinen zugelassenen Trypanosomiasisimpfstoff, was sich mit dem Mulateiro in den nächsten Jahren durchaus ändern könnte.
Beide Studien zeigten, dass der Mulateiro-Extrakt eine starke antibakterielle, antimykotische und insektizide Eigenschaft besitzt, was die traditionelle Verwendungsweise durch indigene Völker erneut bekräftigt. Für das Jahr 2017, ist die erste deutsche Studie an der Universität Potsdam geplant. Ziel dieser Studie wird es sein, eine eventuelle Apoptose auf induzierte Melanome zu erforschen.

## Verwendung
Die Mulateiro-Rinde ist tief in der einheimischen Kultur verwurzelt und wird von den Indigenen bei sogenannten Ayahuasca-Ritualen als Beimischung verwendet, um die eigentliche Wirkung zu potenzieren. Zudem wird aus der Rinde ein Sud gewonnen, der bei Kompressen zur Behandlung von Schnittwunden, Eiterwunden und Verbrennungen verwendet wird. In der traditionellen Medizin sagt man, Mulateiro habe die stärksten antimykotischen und wundheilenden Eigenschaften von allen Amazonaspflanzen. Einige Indianer bereiten aus der Rinde auch einen Aufguss, den sie bei parasitären Infektionen einnehmen. Doch am bekanntesten ist der Mulateiro Extrakt, mit dem sich die Indianer nach dem Baden einreiben und in der Sonne trocknen. Dies bildet einen dünnen Film auf dem Körper und soll gegen die Auswirkungen des Alterns zu helfen, Parasiten und Pilzinfektionen effektiv verhindern und Blutungen stillen. In Paraguay wird der Extrakt mittlerweile offiziell zur Behandlung von Diabetes verwendet. Dabei wird 1 Kilogramm Rinde in 10 Liter Wasser aufgekocht, bis nur noch 4 Liter verbleiben. Das Gebräu soll laut heimischen Ärzten ganze drei aufeinanderfolgende Monate getrunken werden um Diabetes vollständig zu „heilen“. Die peruanische Indianerstämme hingegen, verwenden auch die pulverisierte Rinde bei Pilzinfektionen der Haut. Die abgekochte Mulateiro-Rinde wird zur Behandlung von Hautparasiten verwendet. Insbesondere bei „Sarna Negra“, einen hartnäckigen Parasiten, der sich tief unter der Haut einnistet und dort lebt.
In peruanischen Kräutermedizin wird der abgekochte Sud sogar in peruanischen Krankenhäusern bei Augeninfektionen und infektiösen Wunden verwendet. Als Kosmetik-Inhaltsstoff findet Mulateiro in Brasilien bei sogenannter Wirkstoff- und Naturkosmetik zur Behandlung von Hautflecken, Hyperpigmentation, oxidativen Falten und wulstigen Narben immer mehr Anhänger. In den Amazonas-Großstädten, bzw. Manaus wird es als natürliches Insektizid und zur Linderung von blauen Flecken, Schwellungen und Erkrankungen der Eileiter verwendet. In der Schulmedizin wird das Harz der Rinde offiziell bei Abszessen und Hauttumoren (kein wissenschaftlich fundierter Nachweis erbracht) verordnet.

## Traditionelle Verwendung
Der Mulateiro-Extrakt konnte erst vor kurzem das Interesse von Wissenschaftlern und Herstellern erwecken und erfährt aufgrund der positiven Wirkung einen echten Hype in den brasilianischen und peruanischen Großstädten. Mittlerweile arbeitet brasilianische Regierung mit Forschern und Herstellern intensiv an neuen Einsatzmöglichkeiten und Märkten. Durch das jährliche Abwerfen der Rinde und der nachgesagten Wirkweise, könnte der Mulateiro Extrakt in naher Zukunft eines der nachhaltigsten Rohstoffe für die Kosmetikindustrie darstellen. Gleichzeitig ermöglicht das Sammeln der Rinde ein solides Einkommen für Landbesitzer und Kleinbauern und die Abholzung kann auf ein erträgliches Mass gemindert werden. Mulateiro wurde bereits im Jahr 2006 von der Europäischen Union als Zutat in kosmetischen Mitteln genehmigt.

### Traditionelle, innerliche Verwendung
Für den internen Gebrauch, wird eine Tasse zur Hälfte mit Rinde gefüllt und mit kochendem Wasser übergossen. Laut peruanischen Mediziner wird dieser Sud zwei- bis dreimal täglich eingenommen. Durch Abkochen der Rinde ist es auch möglich, den Sud als topisches Mittel gegen Hautprobleme, Wunden, Hautpilze und allgemeine Hauterkrankungen verwendet werden. Dazu wird er mehrmals täglich direkt auf die betroffene Stelle aufgetragen und trocknen gelassen.

### Ethnomedizinische Verwendung
Im Amazonasgebiet gilt der Mulateiro als natürliches Verhütungsmittel, als Weichmacher sowie als Wundheilmittel für Verbrennungen, Schnittwunden, Diabetes, Pilzinfektionen und Hautparasiten.
In Brasilien wird er u. a. bei Altersflecken, Schnittwunden, Diabetes, Augeninfektionen, Eierstockinfektionen, Vernarbungen, Schrammen, Hautpilzen und Hautparasiten eingesetzt. Auch für allgemeine Hautprobleme, wie Falten und alternde Haut kommt er zum Einsatz, sowie als Antioxidans in der Naturkosmetik.
In Paraguay dient der Mulateiro als Antiseptikum, Vernarbungsmittel, Verhütungsmittel, mineralischem Sonnenschutzfilter, Stärkungsmittel (Adaptogen), bei Abszessen, Altersflecken, in Anti-Aging-Mitteln, bei Blutungen, Quetschungen, Krebs, Diabetes, Augeninfektionen, Fibromen, Pilzinfektionen, Hautinfektionen, Insektenstiche, Leberproblemen und starken Detox-Anwendungen, Malaria, Eierstockproblemen, starker Pellagra, Hautausschlägen, Krätze, Hautparasiten, gutartigen Hauttumoren, Schwellungen, Wunden und Falten.